# Fludiazepam
Fludiazepam , bán trên thị trường với biệt dược Erispan (エリスパン)  là một benzodiazepine mạnh và dẫn xuất 2'-fluoro của diazepam, ban đầu được phát triển bởi Hoffman-La Roche trong những năm 1960. Thuốc được bán ở thị trường Nhật Bản và Đài Loan. Thuốc thể hiện tính chất dược lý thông qua việc tăng cường ức chế GABAergic. Fludiazepam có ái lực gắn kết gấp 4 lần đối với các thụ thể benzodiazepine so với diazepam. Thuốc có tính chất giải lo âu, chống co giật, an thần, gây ngủ và giãn cơ xương. Fludiazepam đã được sử dụng với mục đích tiêu khiển.